# Оберхоф
Оберхоф (њем. Oberhof) град је у њемачкој савезној држави Тирингија. Једно је од 65 општинских средишта округа Шмалкалден-Мајнинген. Према процјени из 2010. у граду је живјело 1.533 становника. Посједује регионалну шифру (AGS) 16066047.

## Географски и демографски подаци
Оберхоф се налази у савезној држави Тирингија у округу Шмалкалден-Мајнинген. Град се налази на надморској висини од 810–836 метара. Површина општине износи 23,5 km². У самом граду је, према процјени из 2010. године, живјело 1.533 становника. Просјечна густина становништва износи 65 становника/km².

## Међународна сарадња
| Мјесто    | Држава   | Врста сарадње | Од    |
| --------- | -------- | ------------- | ----- |
| Лилехамер | Норвешка | партнерство   | 1993. |
| Извор     |          |               |       |